# Gelis carbonarius
Gelis carbonarius là một loài tò vò trong họ Ichneumonidae.